# Észtország megyéi

Észtország megyéi 2006-ban

A 45 226 km² területű Észtország közigazgatásilag 15 megyére oszlik. A megyéket észtül vagy maakondnak, tehát ténylegesén megyének nevezik (pl. Hiiu maakond), vagy röviden egy összetett szót alkotnak a megye nevéből és a föld, ország jelentésű maa szóból (pl. Hiiumaa – tkp. Hiiuföld.)
Minden egyes megye kormányát (észtül: maavalitsus) egy-egy kormányzó (észtül: maavanem) vezeti, akinek a feladata a nemzeti kormány helyi szintű reprezentációja. A kormányzókat ötévente jelöli ki a kormány.
A megyék átlagos népessége 89 395 fő. A legnépesebb Harju megye 523 277 lakossal, a legkisebb lakosságú pedig Hiiu megye 10 118 fős népességgel (2007. december 31.).
A megyék kétféle alapegységre bomlanak: városokra (észtül: linn) és községekre (észtül: vald).

## Az észt megyerendszer története

### Középkor
Az első megyék a mai Észtország területén a 2. évezred kezdetén jöttek létre katonai és politikai szövetségkötés céljából az észt egyházközségek közt. Ezek a kezdeti megyék önállóságot élveztek, mivel Észtország mint állam nem létezett, és így központi kormánya sem volt.
Az első írásos adat az észt közigazgatási egységekről a 13. században írt Livóniai Henrik Krónikájában maradt fönt. A kódex szerint nyolc megye létezett, melyek mindegyikét egy vén (észtül vanem) irányította: Ugandimaa, Sakalamaa, Läänemaa, Saaremaa, Harjumaa, Rävalamaa, Järvamaa és Virumaa.
A korszakban ezeken kívül létezett néhány kisebb jelentőségű megye is Közép-Észtországban: Vaiga, Mõhu, Nurmekund és Alempois. Pontos határaik vitatottak.
Észtország meghódítása után ezen korai alakulatok elvesztették hatalmukat, és területüket felosztották Dánia, a Kardtestvérek, a Dorpati Püspökség és az Ösel-Wieki Püspökség között. Erre az időszakra tehető a Rävala, Ugandi és Sakala nevek eltűnése a köznyelvből.

### Újkor
Az 1580-as években, a Livóniai háború lefolyása után Svédország elfoglalta Észak-Észtországot, és itt létrejöttek Järva, Lääne illetve Viru megyék. Ezzel szemben az ország déli részét, amely 1582 és 1625 között Lengyelország fennhatósága alatt állt, vajdaságokra osztották (Tartui vajdaság és Pärnui vajdaság.) Saaremaa szigete 1645-ig dán uralom alatt volt. A svéd terjeszkedéssel mind a sziget, mind a vajdaságok közigazgatásilag megyékké lettek.
Ez a rendszer lényegében változatlan maradt azután is, hogy Észtország orosz uralom alá került a Nagy északi háborút követően. 1793-ban létrejött Võru megye Tartumaa déli részén, továbbá Paldiski megye Nyugat-Harjumaa helyén. 1796-ban Paldiskit ismét összevonták Harjuval. 1888-ig Võrumaa és Viljandimaa nem alkotott Tartumaatól és Harjumaatól független egységet.

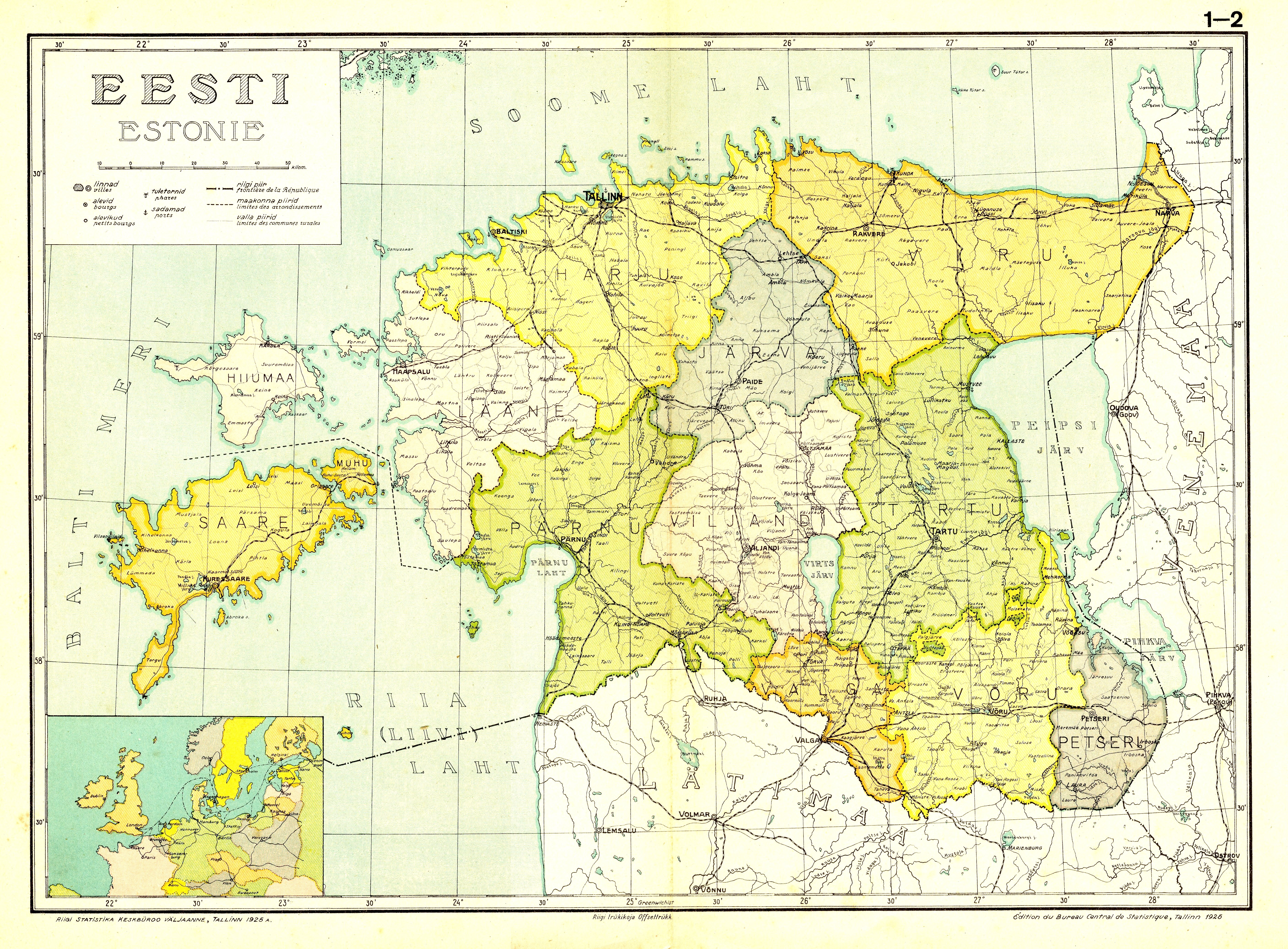
Észtország 1925-ben

### Jelenkor
Észtország 1918-as függetlenedésével a megyerendszer számos változáson ment keresztül. Ezek legfontosabbja Valga megye létrehozása volt Võrumaa, Tartumaa és Viljandimaa egyes részeiből. Az 1920-as Tartui békeszerződés értelmében az Oroszországtól Észtországhoz került területeken megszületett Petseri megye.
A Szovjetunió megszállása alatt Petseri megye visszakerült Oroszországhoz (1945). Hiiumaa különvált Läänemaatól 1946-ban, Jõgevamaa Tartumaatól 1949-ben, és végül Jõhvimaa (ma Ida-Virumaa) Virumaától szintén 1949-ben. A megyerendszert 1950-ben felszámolták, és az Észt Szovjet Szocialista Köztársaságot három nagy területre (oblasztyra) osztották, amelyek rendre járásokból (rajonokból) tevődtek össze. 1953-ban egy újabb reformmal a területek megszűntek, és a járások (észtül: tsz. rajoonid) kizárólagossá váltak. Ezek határai a '60-as években gyakran változtak, míg végül 15 maradt belőlük.
A megyék a függetlenség visszanyerésével 1990. január 1-jén újra megszerveződtek a szovjet korszak járásainak határain belül.

## A megyék listája
| Megye      | Észt név      | Terület   | Lakosság | Megyeszékhely |
| ---------- | ------------- | --------- | -------- | ------------- |
| Harju      | Harjumaa      | 4 333 km² | 521 410  | Tallinn       |
| Hiiu       | Hiiumaa       | 1 023 km² | 10 289   | Kärdla        |
| Ida-Viru   | Ida-Virumaa   | 3 364 km² | 174 809  | Jõhvi         |
| Järva      | Järvamaa      | 2 623 km² | 38 255   | Paide         |
| Jõgeva     | Jõgevamaa     | 2 604 km² | 37 647   | Jõgeva        |
| Lääne      | Läänemaa      | 2 383 km² | 28 101   | Haapsalu      |
| Lääne-Viru | Lääne-Virumaa | 3 465 km² | 66 743   | Rakvere       |
| Pärnu      | Pärnumaa      | 4 807 km² | 89 660   | Pärnu         |
| Põlva      | Põlvamaa      | 2 165 km² | 31 954   | Põlva         |
| Rapla      | Raplamaa      | 2 980 km² | 37 093   | Rapla         |
| Saare      | Saaremaa      | 2 922 km² | 35 356   | Kuressaare    |
| Tartu      | Tartumaa      | 2,993 km² | 148 872  | Tartu         |
| Valga      | Valgamaa      | 2 044 km² | 35 059   | Valga         |
| Viljandi   | Viljandimaa   | 3 422 km² | 56 854   | Viljandi      |
| Võru       | Võrumaa       | 2 305 km² | 38 967   | Võru          |